# Джаннино, Оскар
Оскар Джаннино (итал. Oscar Fulvio Giannino; род. 1961) — итальянский журналист и политик; бывший президент партии Fare per Fermare il Declino. Лауреат премии Premio Palmi (2004 год).

## Биография
Родился 1 сентября 1961 года в Турине.
Свою профессиональную карьеру начал в качестве журналиста. В 1984 году стал членом Итальянской республиканской партии, находился в её рядах до 1994 года. В августе 2012 года основал движение, а затем партию Fare per Fermare il Declino. Намеревался от своей партии занять пост премьер-министра во время Парламентских выборов в Италии в 2013 году. Ушел в отставку с поста президента партии после того как выяснилось, что он сфабриковал в своем резюме данные об образовании. Обман был обнаружен и Джаннино покинул своё политическое объединение.

### Личная жизнь
В 2003 году у Оскара Джаннино была обнаружена опухоль позвоночника, после чего он принял решение помогать, в качестве волонтёра, неизлечимо больным раком.
В октябре 2011 года после развода с первой женой, женился в Риме на Margherita Brindisi — в церемонии бракосочетания участвовала итальянская женщина-политик Джорджия Мелони. 5 января 2015 года у супругов родился сын, которому дали имя Brenno Aiace.